# Săpoca (gmina)
Săpoca – gmina w Rumunii, w okręgu Buzău. Obejmuje miejscowości Mătești i Săpoca. W 2011 roku liczyła 3305 mieszkańców.